# Гайдук Максим Петрович
Максим Петрович Гайдук (нар. 14 березня 2005, Червоноград, Львівська область, Україна) — український футболіст, центральний захисник юнацького складу петрівського «Інгульця».

## Життєпис
Народився в Червонограді. У ДЮФЛУ з 2019 по 2022 рік виступав за БЛІСП-КДЮСШ (Березне), «ВІК-Волинь» (Володимир-Волинський) та «Львів». Потім виступав в юнацькому чемпіонаті України: у сезоні 2022/23 років - грав за «Львів», а наступного сезону - за «Минай». 
На початку серпня 2024 року вільним агентом перейшов у «Самбір-Ниву-2». Дебютував за самбірський клуб 7 серпня 2024 року в нічийному (0:0) домашньому поєдинку 1-го туру групи А Другої ліги України проти стрийської «Скали 1911». Максим вийшов на поле на 88-й хвилині замість Маркіяна Літепло. Влітку-восени 2024 року провів 2 поєдинки у Другій лізі України.
На початку вересня 2024 року вільним агентом перебрався до «Інгульця», де одразу ж був переведений до юнацької команди.